# Hotel Schwarzer Bär

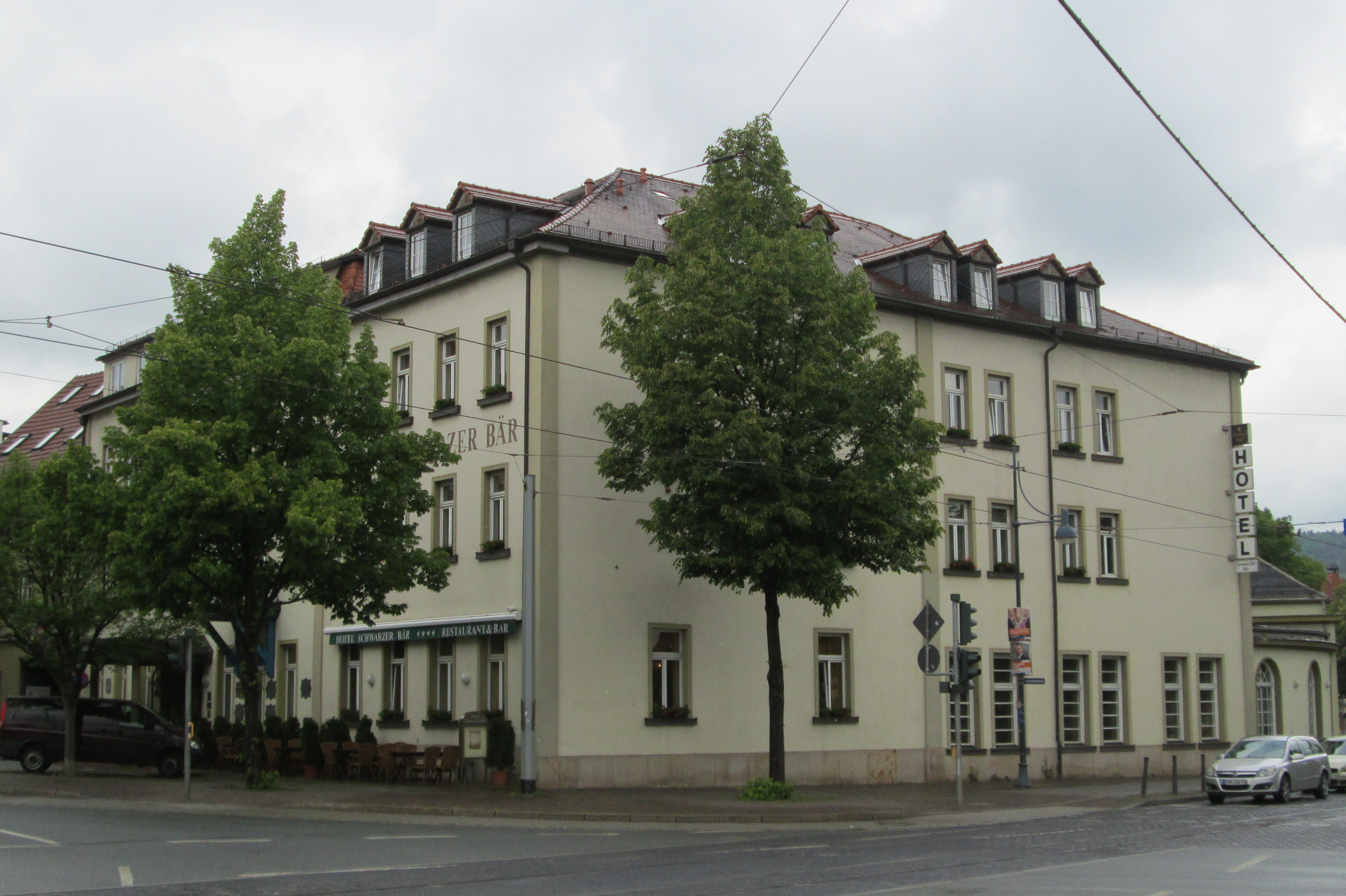
Das denkmalgeschützte Hotel Schwarzer Bär in Jena im Mai 2014

Das Hotel Schwarzer Bär ist ein historisches Hotel in Jena am Lutherplatz. Das Gebäude ist ein Kulturdenkmal.

## Geschichte

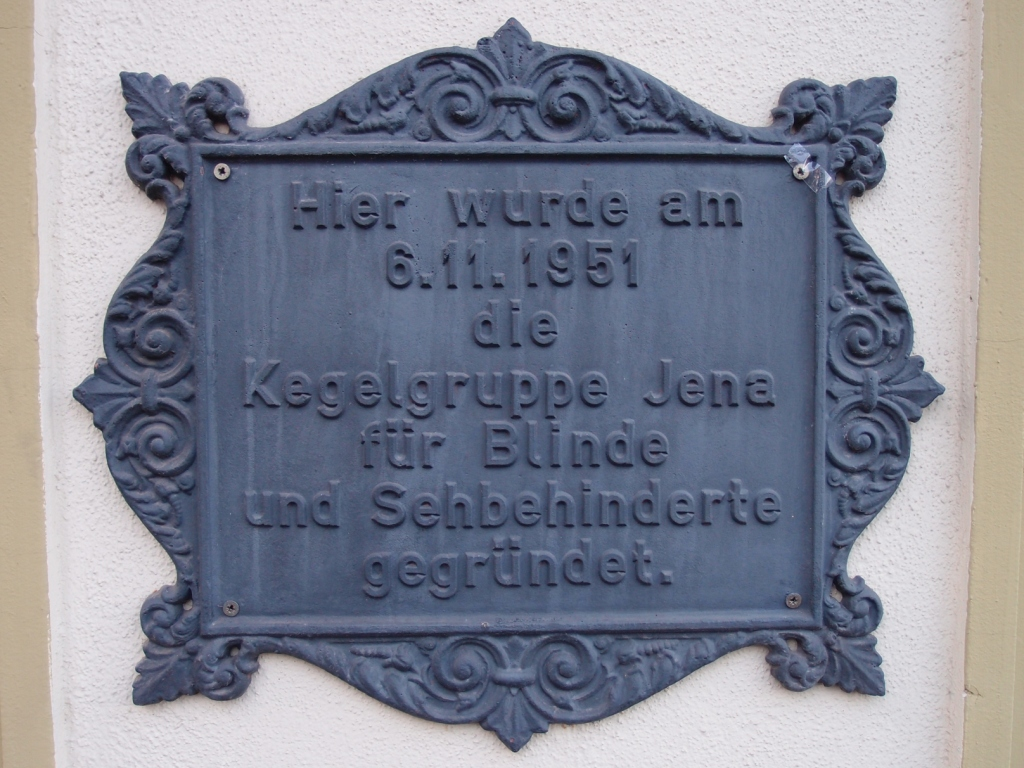
Gedenktafel am Hotel

Das Haus (heute dreigeschossig) wird zum Ende des 15. Jahrhunderts erstmals erwähnt.
Es befindet sich unweit der Universität. Martin Luther traf sich heimlich als „Junker Jörg“ im Gasthof zum Schwarzen Bär im März 1522 mit Studenten. Im Foyer des Hotels erinnert ein großes Gemälde an den Reformator. Er sollte noch öfters hier weilen. Auch der 1547 gestürzte Kurfürst Johann Friedrich I., der infolge des für den Schmalkaldischen Bundes unglücklich ausgegangenen Krieges, der als Schmalkaldischer Krieg insbesondere die Schlacht bei Mühlberg in die Geschichte einging, seine Kurwürde verlor, war hier 1552 zu Gast. Am  Sonntag, dem 7. Oktober 1827 stieg ein Geheimrat Goethe in Begleitung von Johann Peter Eckermann hier ab. Eckermann selbst hinterließ hierüber Mitteilung. Ein Anderer seiner Gäste war der Chemiker und Nobelpreisträger Wilhelm Ostwald aus Leipzig. Auch der Dirigent Wilhelm Furtwängler logierte hier.
In Zusammenhang mit der Schlacht bei Jena und Auerstedt wurde der Gasthof 1806 in ein Lazarett umgewandelt.
Für den 6. November 1951 weist eine Gedenktafel die Gründung einer „Kegelgruppe Jena für Blinde und Sehbehinderte“ aus und eine andere die Gründung des Thüringer Feuerwehr-Verbandes am 16. August 1868.

## Gegenwart
Das Hotel verfügt über 75 Zimmer unterschiedlicher Ausstattung und Größe.